# Procatopodinae
Procatopodinae – podrodzina ryb piękniczkowatych (Poeciliidae) wyodrębniona z podrodziny Aplocheilichthyinae, która okazała się nie być monofiletyczną. Procatopodinae obejmuje blisko 80 gatunków opisanych naukowo.

## Systematyka
Rodzaje zaliczane do tej podrodziny zgrupowano w plemionach:
Fluviphylacini – występują w Ameryce Południowej, najmniejsze z karpieńcokształtnych, długość do  2 cm:
- Fluviphylax

Procatopodini – występują w Afryce:
- Cynopanchax
- Hypsopanchax
- Lamprichthys
- Micropanchax
- Pantanodon
- Plataplochilus
- Platypanchax
- Procatopus

Rodzaje o niepewnej przynależności:
- Laciris
- Lacustricola
- Poropanchax

Wyszczególnione rodzaje są klasyfikowane przez niektórych ichtiologów jako podrodzaje w rodzaju (Micropanchax).